# Mélanie Cohl
Mélanie Cohl, född Mélanie Picron 4 januari 1982 i Tournai, är en belgisk sångerska.
Cohl lärde sig att spela fiol från 5 års ålder och deltog i olika sångtävlingar från 8 års ålder. Under pseudonymen Kelly Logan tolkade hon låtar från artister som Adamo, Claude Barzotti och Jeanne Mas. Med tiden deltog hon även i flera TV-sända talangjakter, som Chacun sa chance på franska TF1 och Jeunes solistes på belgiska RTBF.
Cohl vann den belgiska uttagningen till Eurovision Song Contest 1998 med låten Dis Oui, som var skriven av Philippe Swan. I tävlingen slutade hon på en sjätteplats (av totalt 25 bidrag) med 122 poäng. Samma år gavs hennes debutalbum ut, Mes îles, och hon gav röst åt Mulan i filmen med samma namn. Hon spelade även in en franskspråkig singelversion av låten Reflection. År 2003 gav hon ut albumet Le meilleur de Mélanie Cohl och spelade rollen som Solange i den komiska musikalen Demoiselles de Rochefort i Paris.
Cohl gjorde en avslutningsturné i Belgien 2005 för att sedan kunna ägna sig åt sin son Néo, som föddes samma år.

## Diskografi
- Pour la Gloire; les finalistes 97 (samlingsalbum från RTBF, 1997)
- Mes îles (1998)
- Le meilleur de Mélanie Cohl (2003)
- Demoiselles de Rochefort - Version 2003 (musikal, 2003)